# Фёдоров, Константин Егорович
Константин Егорович Фёдоров (1932 — неизвестно) — советский хоккеист, нападающий. Мастер спорта СССР.
Всю карьеру провёл в ленинградских клубах. Начинал играть в «Динамо» (1952/53 — 1953/54). Восемь сезонов провёл в ОДО — СКВО — СКА. В сезоне 1963/64 играл в первенстве РСФСР за «Ленмясокомбинат». В сезоне 1966/67 стал победителем третьей группы класса «А» в составе «Динамо». 
Чемпион Всемирных зимних студенческих игр 1956 года.